# 紹斯福特 (佛羅里達州)
紹斯福特（英語：Southfort）是位於美國佛羅里達州德索托縣的一個非建制地區。該地的面積和人口皆未知。

## 地理
紹斯福特的座標為27°04′05″N 81°57′50″W / 27.06806°N 81.96389°W，而該地的平均海拔高度為8米（即26英尺）。